# Julius Außenberg
Julius Außenberg, auch Aussenberg (* 14. März 1887 in Wien, Österreich-Ungarn; † 22. August 1955 in Wien, Österreich) war ein österreichischer Filmproduzent, Filmkaufmann und Filmmanager.

## Leben
Außenberg erhielt eine kaufmännische Ausbildung und wechselte anschließend in die Filmwirtschaft. Kurz nach dem Ersten Weltkrieg stieg er rasch die Karriereleiter hinauf und wurde 1923 in den Vorstand der Deutschen Vereins-Film AG berufen. Ab 1924 war er Europa-Repräsentant der Hollywood-Produktionsfirma Fox und leitete bis 1930 als Geschäftsführer die Deutsche-Fox-Film GmbH, später in die Fox Europa Film Produktionsgesellschaft m.b.H. umbenannt. 1926 begleitete Außenberg F. W. Murnau zu Dreharbeiten nach Hollywood, wo dieser den Fox-Film Sonnenaufgang – Lied von zwei Menschen inszenieren sollte. Zurück in Deutschland, zeichnete Außenberg für die Herstellung von Walter Ruttmanns berühmter Berlin-Dokumentation Berlin – Symphonie der Großstadt verantwortlich, sowie für Berthold Viertels K 13 513. Die Abenteuer eines Zehnmarkscheines. Mit diesen Produktionen bewies Außenberg mit Fox, dass sich das amerikanische Kapital nicht nur an der Produktion von Kitsch beteiligte
Anschließend ging Außenberg als Produktionschef zum Deutschen Lichtspielsyndikat. Mit der Atlantis-Film betrieb er zeitweilig eine eigene Produktionsfirma, außerdem besaß Außenberg eine Teilhaberschaft an Joe Mays May-Film A.G. (Produktion Zwei in einem Auto) und war ab 1930 auch an der London-Film Alexander Kordas beteiligt, deren Generalrepräsentant für Europa und Übersee er gleichfalls wurde. Bei Machtantritt Adolf Hitlers plante Julius Außenberg gerade die Produktion zweier Filme mit Elisabeth Bergner, zu denen es jedoch nicht mehr kam. Noch im Frühjahr 1933 hatte der jüdische Filmmanager selbst die Geschäftsführung der Atlantis-Film GmbH (1929–1934) gemeinsam mit dem Prager Kaufmann Otto Hermann übernommen. Nach der Abwicklung der Firma übersiedelte Außenberg in die Tschechoslowakei, wo er einige wenige Filme herstellte.
Ihm ins Exil nach Prag folgte der Stummfilmstar Ossi Oswalda, seine Lebensgefährtin. Im März 1939 floh Außenberg vor den Nationalsozialisten nach London. Der Versuch, nach Ausbruch des Zweiten Weltkriegs in die USA auszureisen, misslang jedoch. Außenberg blieb die gesamte Dauer des Krieges in Großbritannien. Kurz nach der Wiederherstellung der Tschechoslowakei kehrte er nach Prag zurück und inspizierte die von den deutschen Besatzern ausgebauten Produktionsstätten in Barrandov. In London heiratete er Zdenka von Petschau-Fantl und lebte anschließend dort und in Bad Homburg v. d. H. Er repräsentierte Alexander Kordas London Film in Kontinental-Europa und in den USA als Auslandschef (laut Der Spiegel 45/1945). Unter anderem vertrieb und präsentierte er auf dem Weltmarkt den enormen Kassen- und Kritikererfolg Der dritte Mann.
Kurz vor seinem Tod kehrte er wunschgemäß nach Wien zurück. Er liegt auf dem jüdischen Teil des Zentralfriedhofs in Wien begraben. Seine letzte Frau, Zdenka Fantl Außenberg liegt neben ihm. Julius Außenbergs Stiefsohn war der Fernsehregisseur Thomas Fantl. Außenbergs Stiefenkel ist der Produzent und Film- und Fondsmanager Jan Fantl.

## Filmografie
- 1932: Zwei in einem Auto
- 1934: Hudba srdci
- 1935: Hoheit tanzt Walzer